# Motorvermogen
Het motorvermogen is de maximale energie die een motor per seconde kan produceren. Bij verbrandingsmotoren hangt het vermogen onder meer af van de cilinderinhoud, de compressieverhouding, de constructie van de motor, de afstelling, de kwaliteit van de brandstof en andere factoren. Het vermogen van verbrandingsmotoren wordt standaard gemeten op het vliegwiel.
De SI-eenheid voor het vermogen, die wereldwijd officieel hoort te worden gebruikt, is de watt (symbool W). Voor grotere vermogens wordt de kilowatt (symbool kW) gebruikt. Voor nog grotere vermogens (bijvoorbeeld voor stoomturbines voor elektriciteitscentrales) wordt de megawatt (symbool MW) gebruikt.
Traditioneel werd de paardenkracht (pk) gebruikt, die echter niet in alle landen op exact dezelfde wijze was gedefinieerd. Bovendien hing de oorspronkelijke definitie af van de plaatselijke waarde van de zwaartekrachtversnelling.